# Mariola Barbachowska
Mariola Barbachowska Zenik (Węgrów, 3 luglio 1982) è una pallavolista polacca.
Gioca nel ruolo di libero nel Klub Piłki Siatkowej Chemik Police.

## Carriera
Iniziò la carriera pallavolistica nella squadra della sua città, il Nike Węgrów. Nel 2001 fece il suo esordio da professionista nella Campionato polacco di pallavolo femminile, tra le file dello SKRA Varsavia. Dopo un solo campionato, ottenne la prima convocazione in nazionale, nell'estate del 2003. Un anno dopo si trasferì allo Stal Mielec.
Per la stagione 2004-05, venne ingaggiata dal Volley Modena, terminando il campionato con una retrocessione. Nell'estate del 2005, con la nazionale, vinse il campionato europeo mentre a livello di club, tornò a giocare in Polonia, nel Pilskie Towarzystwo Piłki Siatkowej di Piła. Dopo una sola stagione, venne ingaggiata nuovamente all'estero, questa volta nel Volejbol'nyj klub Zareč'e Odincovo, con cui si aggiudicò la Coppa di Russia.
Nell'estate del 2007, con la nazionale, partecipò al Montreux Volley Masters, dove venne premiata per il miglior muro. Sempre nello stesso anno, fece ritorno nel campionato polacco, vestendo la maglia del Międzyszkolny Klub Sportowy Muszynianka con la quale si aggiudicò per tre volte il campionato, una volta la Coppa di Polonia e due volte la Supercoppa polacca; nel 2009, con la nazionale, partecipò al campionato europeo, vincendo la medaglia di bronzo.
Nella stagione 2012-13 viene ingaggiata dall'Atom Trefl Sopot, con cui vince il campionato. Nell'annata 2014-15 passa al Klub Piłki Siatkowej Chemik Police, club col quale si aggiudica due Supercoppe polacche, tre scudetti e due Coppe di Polonia.

## Palmarès

### Club
- Campionato polacco: 7

2007-08, 2008-09, 2010-11, 2012-13, 2014-15, 2015-16, 2016-17
- Coppa di Polonia: 3

2010-11, 2015-16, 2016-17
- Coppa di Russia: 2

2006
- Supercoppa polacca: 4

2009, 2011, 2014, 2015

### Premi individuali
- 2007 - Montreux Volley Masters: Miglior difesa
- 2011 - Coppa di Polonia: Miglior ricevitrice